# Mariano Suárez Veintimilla
Mariano Suárez Veintimilla (Otavalo, 8 de junio de 1897 - Quito, 23 de octubre de 1980) fue un político conservador ecuatoriano. Ejerció como vicepresidente del Ecuador y como presidente del Ecuador en 1947.

## Biografía

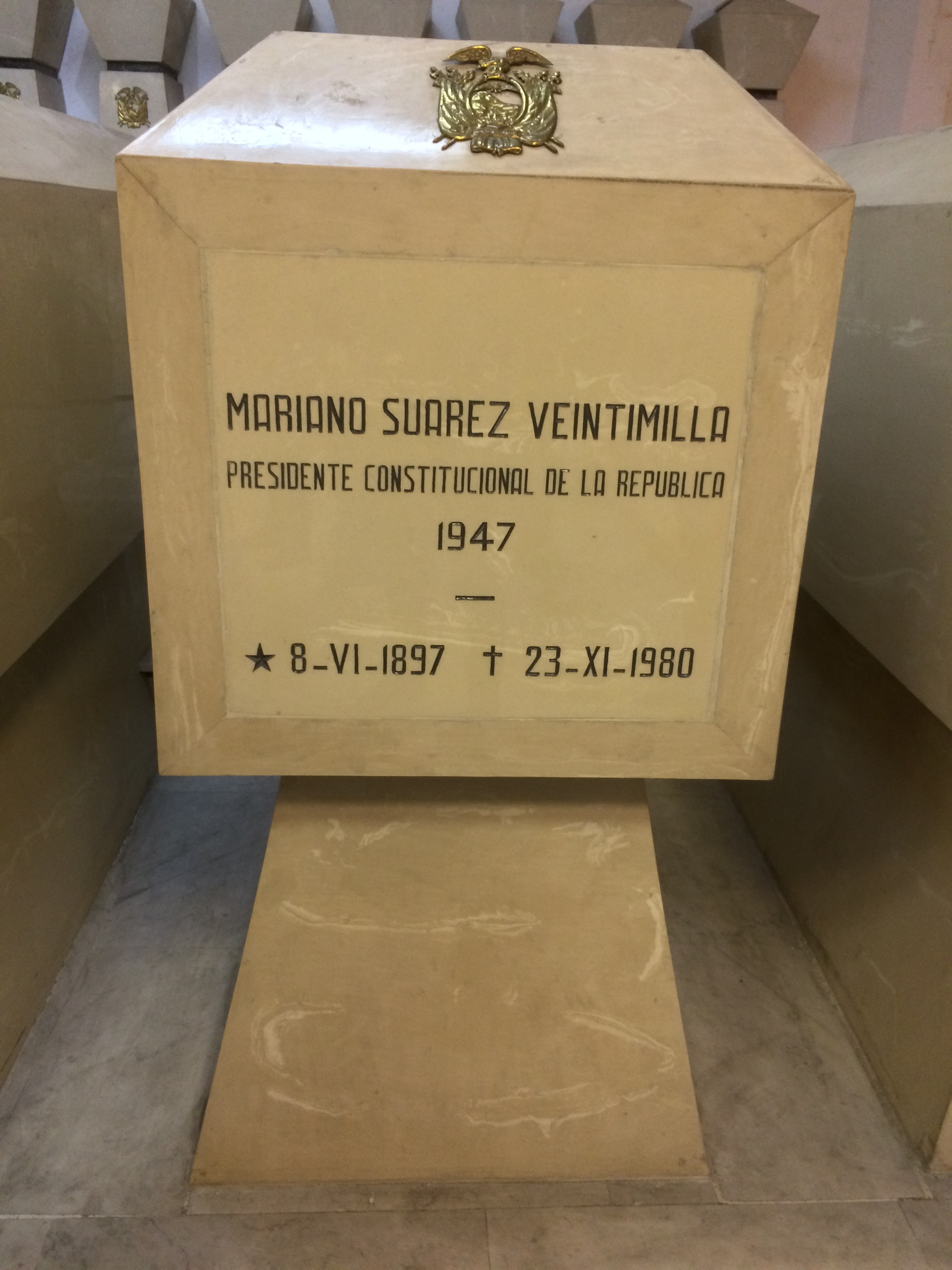
Tumba de Suárez Veintimilla en el Panteón nacional de jefes de Estado del Ecuador.

Mariano Suárez nació en Otavalo el 8 de junio de 1897. Fue licenciado en Ciencias Públicas y Sociales, Doctor en Jurisprudencia, realizó sus estudios de Derecho Internacional. Se desempeñó en las siguientes funciones: diputado por Imbabura, presidente del Concejo Municipal de Ibarra, vicepresidente de la Cámara de Diputados, ministro de Agricultura, ministro del Tesoro, presidente del Consejo Provincial de Pichincha, diputado por Pichincha a la Constituyente de 1946, electo Vicepresidente y luego por sucesión Presidente Constitucional de la República (1947), Vocal del Tribunal Supremo Electoral 5 veces, Vocal y presidente del Ferrocarril Quito-Ibarra-San Lorenzo. Fue afiliado al Partido Conservador Ecuatoriano. Murió en Quito el 23 de octubre de 1980. Se encuentra enterrado en el Panteón nacional de jefes de Estado.
Fue hermano de Carmela Suárez, la primera mujer diputada por elección popular en el Ecuador y de Carlos Suárez Veintimilla poeta imbabureño.

### Matrimonio y descendencia
Estuvo casado con Blanca Lucía Pasquel Alarcón, con quien tuvo 5 hijos:
- María Teresa Suárez Pasquel
- Berenice Matilde de Lourdes Suárez Pasquel
- Lucía Josefina Suárez Pasquel
- Francisco Alfonso Suárez Pasquel
- Mariano Alejandro Suárez Pasquel

## Presidencia
El triunvirato de Alfonso Larrea Alba, Humberto Albornoz y Luis Maldonado Tamayo, recibió la dimisión de Carlos Mancheno, pero según la Constitución debía ocupar el mando el vicepresidente de la República, que a la postre era el Dr. Mariano Suárez Veintimilla. El 3 de septiembre de 1947, abrió el camino para la transición política, convocó a un Congreso Extraordinario el 11 de septiembre de 1947, el cual nombró como Vicepresidente Constitucional al guayaquileño Carlos Julio Arosemena Tola el 15 de septiembre de 1947, renunciando ante Arosemena inmediatamente luego de su posesión en el Congreso, terminando así el mandato del Dr. Suárez Veintimilla.

## Vida Pospresidencia
En agosto de 1956 fue designado por el Congreso Nacional como nuevo procurador general de la Nación, quien permaneció en el cargo hasta agosto de 1960. Fue el segundo exjefe de Estado que aceptó laborar como procurador general después de haber presidido del poder ejecutivo; el primero lo había sido Abelardo Montalvo. Fue vocal y presidente (1973) del Tribunal Supremo Electoral.

## Sucesión
| Predecesor: Carlos Arroyo del Río                                  | Miembro de la Junta Provisional de Gobierno del Ecuador (Gobierno de Facto) 28 de mayo de 1944 - 1 de junio de 1944 | Sucesor: José María Velasco Ibarra   |
| Predecesor: Posición Restaurada Anterior: Alfredo Baquerizo Moreno | Vicepresidente de la República del Ecuador 11 de enero de 1947 - 24 de agosto de 1947                               | Sucesor: Carlos Julio Arosemena Tola |
| Predecesor: Carlos Mancheno (de facto)                             | Presidente de la República del Ecuador 3 de septiembre de 1947 - 16 de septiembre de 1947                           | Sucesor: Carlos Julio Arosemena Tola |
| Predecesor: Federico Ponce Martínez                                | Vicepresidente del Tribunal Supremo Electoral de Ecuador 1966 - 1968                                                | Sucesor: Catón Cárdenas              |
| Predecesor: Gonzalo González                                       | Presidente del Tribunal Supremo Electoral de Ecuador 1971 - 1972                                                    | Sucesor: Galo Plaza Lasso            |